# Superliga 2018/19 (Spanien)
Die Saison 2018/19 war die 45. Spielzeit der Superliga, der höchsten spanischen Eishockeyspielklasse. Der CH Txuri Urdin konnte seinen Titel aus dem Vorjahr verteidigen und seinen zwölften Meistertitel gewinnen.

## Hauptrunde

### Modus
Wie schon in der Vorsaison spielten fünf Mannschaften in der höchsten spanischen Spielklasse. In der Hauptrunde absolvierte jede dieser Mannschaften insgesamt 16 Spiele. Die vier bestplatzierten Mannschaften qualifizierten sich für die Playoffs, in denen der Meister ausgespielt wurde. Ein Sieg in der regulären Spielzeit brachte einer Mannschaft 3 Punkte. Ein Sieg und eine Niederlage nach Verlängerung wurde mit 2 bzw. 1 Punkt vergütet. Für eine Niederlage in regulärer Spielzeit gab es keine Punkte.

### Tabelle
|    | Klub           | Sp | S  | OTS | OTN | N  | Tore  | Punkte |
| -- | -------------- | -- | -- | --- | --- | -- | ----- | ------ |
| 1. | CH Txuri Urdin | 16 | 13 | 0   | 1   | 2  | 69:37 | 40     |
| 2. | CG Puigcerdà   | 16 | 7  | 1   | 0   | 8  | 56:59 | 23     |
| 3. | FC Barcelona   | 16 | 7  | 0   | 2   | 7  | 56:66 | 23     |
| 4. | Majadahonda HC | 16 | 5  | 1   | 0   | 10 | 50:57 | 17     |
| 5. | CH Jaca        | 16 | 4  | 2   | 1   | 9  | 44:56 | 16 1   |

Sp = Spiele, S = Siege, N = Niederlagen, OTS = Overtime-Siege, OTN = Overtime-Niederlage, SOS = Penalty-Siege, SON = Penalty-Niederlage

## Halbfinale
- CH Txuri Urdin – Majadahonda HC 2:0 (2:1, 3:2)
- CG Puigcerdà – FC Barcelona 2:0 (5:4, 7:6 OT)

## Finale
- CH Txuri Urdin – CG Puigcerdà 3:2 (6:4, 4:6, 3:5, 9:5, 3:2)